# Liste des épisodes d'Initial D
 (avril 2025).
Motif : Article à priori non admissible. Sujet principal admissible. Article type BDD. Suggestion : fusion des données dans l'article principal Initial D
- Archive Wikiwix
- Bing
- Cairn
- DuckDuckGo
- E. Universalis
- Gallica
- Google
- G. Books
- G. News
- G. Scholar
- Persée
- Qwant
- (zh) Baidu
- (ru) Yandex
- (wd) trouver des œuvres sur Wikidata

| 1. | Préciser le motif de la pose du bandeau. | Précisez le motif de la pose du bandeau en utilisant la syntaxe suivante : {{admissibilité à vérifier\|date=avril 2025\|motif=remplacez ce texte par le motif}}                                     |
| 2. | Informer les utilisateurs concernés.     | Pensez à avertir le créateur de l'article, par exemple, en insérant le code ci-dessous sur sa page de discussion : {{subst:avertissement admissibilité à vérifier\|Liste des épisodes d'Initial D}} |

Cet article est un complément de l’article sur le manga Initial D. Il contient la liste des épisodes des différentes saisons de la série télévisée d'animation.

## Initial D: First Stage(1998)
Début de l'aventure pour Takumi dans le milieu des courses automobiles. Il va successivement courir contre Keisuke Takahashi, Takeshi Nakazato, Shingo Shoji, Mako Sato, Kenta Nakamura puis Ryōsuke Takahashi.
| No | Titre français                         | Titre japonais                 | Titre japonais                     | Date de 1re diffusion |
| No | Titre français                         | Kanji                          | Rōmaji                             | Date de 1re diffusion |
| -- | -------------------------------------- | ------------------------------ | ---------------------------------- | --------------------- |
| 1  | Le dérapage ultime de Tofu-man.        | 究極のとうふ屋ドリフト         | Kyūkyoku no tōfuya dorifuto        | 18 avril 1998         |
| 2  | La revanche ! Le turbo ronfle.         | リベンジ宣言！ほえるターボ     | Ribenji sengen! Hoeru tābo         | 25 avril 1998         |
| 3  | Le spécialiste de la descente.         | ダウンヒルズスペシャリスト登場 | Daunhiruzusupesharisuto tōjō       | 2 mai 1998            |
| 4  | Le départ de la course !               | 交流戦突入！                   | Kōryū-sen totsunyū!                | 9 mai 1998            |
| 5  | Le dénouement ! « Dog Fight » !        | 決着！ドッグファイト！         | Ketchaku! Doggufaito!              | 16 mai 1998           |
| 6  | Un nouveau challenger.                 | 新たなる挑戦者                 | Aratanaru chōsen-sha               | 23 mai 1998           |
| 7  | La fierté du coureur.                  | 走りやのプライド               | Hashiri ya no puraido              | 13 juin 1998          |
| 8  | Presque hors-jeu.                      | タイムアップ寸前！             | Taimuappu sunzen!                  | 20 juin 1998          |
| 9  | La course extrême.                     | 限界バトル!ハチロク VS GT-R    | Genkai batoru! Hachiroku VS GT - R | 27 juin 1998          |
| 10 | Les 5 épingles de suite.               | 爆裂！5連ヘアピン              | Bakuretsu! 5-Ren heapin            | 4 juillet 1998        |
| 11 | Le dangereux Shingo !                  | デンジャラス慎吾登場！         | Denjarasu Shingo tōjō!             | 11 juillet 1998       |
| 12 | Le deathmatch des FR1.                 | FR殺しのデスマッチ！           | FR-goroshi no desumatchi!          | 1er août 1998         |
| 13 | Le premier rendez-vous d'Itsuki.       | イツキの初デート               | Itsuki no hatsu dēto               | 8 août 1998           |
| 14 | Le génie du dérapage évolue !          | 進化するドリフト天才！         | Shinka suru dorifuto tensai!       | 15 août 1998          |
| 15 | Takumi, une course déchainée !         | 拓海・怒涛の激走！             | Takumi dotō no gekisō!             | 22 août 1998          |
| 16 | L'ange du col d'Usui.                  | 碓氷峠のエンジェル             | Usuitōge no Enjeru                 | 29 août 1998          |
| 17 | Une course par mort subite !           | サドンデス・デスマッチ         | Sadondesu desumatchi               | 12 septembre 1998     |
| 18 | Usui : vent brûlant, course effrénée ! | 熱風！激走！碓氷峠             | Neppū! Gekisō! Usuitōge            | 19 septembre 1998     |
| 19 | Dénouement : un super dérapage !       | 決着!スーパードリフト          | Ketchaku! Sūpādorifuto             | 26 septembre 1998     |
| 20 | La fin de l'été.                       | ジ・エンド・オブ・サマー       | Ji endo Obu samā                   | 1er octobre 1998      |
| 21 | Le défi de la super star.              | スパースターからの挑戦状       | Supāsutā kara no chōsen-jō         | 17 octobre 1998       |
| 22 | Une lutte titanesque ! La montée.      | 激闘！ヒルクライム             | Gekitō! Hirukuraimu                | 24 octobre 1998       |
| 23 | Une descente sous la pluie.            | 雨のダウンヒルバトル！         | Ame no daunhirubatoru!             | 17 novembre 1998      |
| 24 | La comète blanche d'Akagi !            | 赤城の白いフ彗星！             | Akagi no shiroi fu suisei!         | 14 novembre 1998      |
| 25 | La finale ! Le dernier combat.         | 決戦！ラストバトル             | Kessen! Rasutobatoru               | 28 novembre 1998      |
| 26 | La nouvelle légende de la descente.    | 新ダウンヒル伝説！             | Shin daunhiru densetsu!            | 5 décembre 1998       |

## Initial D: Second Stage(1999–2000)
Les Emperor sont une équipe d'une autre région qui vient pour défier les pilotes de la région de Gunma, dans lequel se trouve Akina. Ils ont la particularité de tous rouler en Mitsubishi Lancer Evolution. Le représentant va perdre contre Takumi mais leur chef, Sudo Kyoichi, lors d'une course "non officielle" va le battre par abandon (casse moteur). Cependant, le père de Takumi avait déjà préparé un nouveau moteur de course de Trueno de la génération suivante (AE101 4AGE silvertop) préparé pour la course et développant 240 cv à 11000 tr/min qu'il va donc pouvoir monter. Après une phase d'adaptation, Takumi va tester ce moteur contre une autre 86 équipée d'un turbo.
| No      | Titre français                                    | Titre japonais                | Titre japonais                           | Date de 1re diffusion |
| No      | Titre français                                    | Kanji                         | Rōmaji                                   | Date de 1re diffusion |
| ------- | ------------------------------------------------- | ----------------------------- | ---------------------------------------- | --------------------- |
| 1 (27)  | L'arme ultime qui défie les lois.                 | 掟やぶりのスーパーウエポン！  | Okite ya buri no sūpāuepon!              | 14 octobre 1999       |
| 2 (28)  | Les lan-evo attaquent Akina.                      | ランエボ軍団、秋名出撃！      | Ran'ebo gundan, Akina shutsugeki!        | 21 octobre 1999       |
| 3 (29)  | Pressentiment de la défaite.                      | 敗北の予感                    | Haiboku no yokan                         | 28 octobre 1999       |
| 4 (30)  | Une demi-victoire.                                | 燃えない勝利                  | Moenai shōri                             | 4 novembre 1999       |
| 5 (31)  | Compte à rebours vers la défaite.                 | 破滅へのカウントダウン        | Hametsu e no kauntodaun                  | 11 novembre 1999      |
| 6 (32)  | Au revoir 86.                                     | さようならハチロク            | Sayōnara hachiroku                       | 18 novembre 1999      |
| 7 (33)  | Éclair noir, éclair blanc ! La Bataille d'Akagi ! | 赤城バトル 白と黒の閃光！     | Akagi batoru shiro to kuro no senkō!     | 25 novembre 1999      |
| 8 (34)  | Une voiture féroce.                               | そのクルマ 凶暴につき         | Sono kuruma kyōbō ni tsuki               | 2 décembre 1999       |
| 9 (35)  | La 86 renaît.                                     | ニューハチロク誕生            | Nyūhachiroku tanjō                       | 9 décembre 1999       |
| 10 (36) | La déclaration de guerre de la 86 turbo !         | 宣戦布告ハチロクターボ        | Sensen fukoku hachirokutābo              | 16 décembre 1999      |
| 11 (37) | La bride est retirée.                             | 封印は解き放たれた・・・      | Fūin wa tokihanata reta...               | 6 janvier 2000        |
| 12 (38) | 86 contre 86 : la course des âmes.                | ハチロクVSハチロク 魂のバトル | Hachiroku VS hachiroku tamashī no batoru | 13 janvier 2000       |
| 13 (39) | Les saisons passent.                              | 移りゆく季節のなかで          | Utsuri yuku kisetsu no naka de           | 20 janvier 2000       |

## Initial D: Extra Stage(2000)
L'histoire est centrée sur les personnages de Mako et Saiyuki (de Usui), elle se déroule à la suite de l'épisode 20 du 1st Stage. Mako et Saiyuki courent contre des individus de l'équipe des "Emperor" venus en repérage. Le 2e OAV se déroule pendant les fêtes de fin d'année et fait donc intervenir la neige.

## Initial D: Third Stage(2001)
Ryōsuke demande à Takumi d'intégrer l'équipe de coureurs qu'il compte créer (Project D). Takumi va prendre sa revanche sur les Emperor alors que le fils de l'ancien rival de son père va faire son apparition pour défier le pilote de la 86. De plus, une poursuite aura lieu entre Takumi et un ancien ennemi : Miki, son ancien senior au club de foot.
Ce film, intitulé La route de la victoire, est disponible en DVD chez l'éditeur Kazé depuis le 7 mars 2007.

## Initial D: Fourth Stage(2004–2006)
Cette saison raconte l'histoire de l'équipe Project D avec comme pilotes Takumi pour les courses de descente et Keisuke pour les courses de montée. C'est Ryōsuke qui s'occupe de la gestion de l'équipe et des stratégies de course.
| No      | Titre français                            | Titre japonais             | Titre japonais             | Date de 1re diffusion |
| No      | Titre français                            | Kanji                      | Rōmaji                     | Date de 1re diffusion |
| ------- | ----------------------------------------- | -------------------------- | -------------------------- | --------------------- |
| 1 (40)  | Project D.                                | プロジェクトD              | Purojekuto D               | 16 avril 2004         |
| 2 (41)  | A fond ! La course en descente.           | 全開!ダウンヒルバトル      | Zenkai! Daunhirubatoru     | 16 avril 2004         |
| 3 (42)  | L'arme ultime de l'école de Todo.         | 東堂塾最強の男             | Tōdō juku saikyō no otoko  | 19 juin 2004          |
| 4 (43)  | Les deux parties d'un conseil.            | 二つのアドバイス           | Futatsu no adobaisu        | 19 juin 2004          |
| 5 (44)  | La ligne de départ pour la victoire.      | 勝利へのスタートライン     | Shōri e no sutātorain      | 21 août 2004          |
| 6 (45)  | L'attaque invisible.                      | ブラインド・アタック       | Buraindo atakku            | 21 août 2004          |
| 7 (46)  | La foudroyante 85 turbo.                  | 嵐のハチゴーターボ         | Arashi no hachigōtābo      | 15 octobre 2004       |
| 8 (47)  | La course du destin des FD.               | 運命のFDバトル             | Unmei no FD batoru         | 15 octobre 2004       |
| 9 (48)  | La confession de Kyoko.                   | 恭子の告白                 | Kyōko no kokuhaku          | 17 décembre 2004      |
| 10 (49) | L'arme ultime de la région de Saitama.    | 埼玉エリア最終兵器         | Saitama eria saishū heiki  | 17 décembre 2004      |
| 11 (50) | Une course en descente sous la pluie.     | 雨のダウンヒルバトル       | Ame no daunhirubatoru      | 18 février 2005       |
| 12 (51) | La ligne droite du mécontentement.        | 葛藤のストレート           | Kattō no sutorēto          | 18 février 2005       |
| 13 (52) | Motivation.                               | モチベーション             | Mochibēshon                | 15 avril 2005         |
| 14 (53) | Le pitoyable pilote solitaire.            | 悲しきロンリードライバー   | Kanashiki ronrīdoraibā     | 15 avril 2005         |
| 15 (54) | Le complexe des quatre roues motrices.    | 4WDコンプレックス          | 4WD konpurekkusu           | 17 juin 2005          |
| 16 (55) | La montée de la fureur.                   | 怒りのヒル・クライム       | Ikari no hiru kuraimu      | 17 juin 2005          |
| 17 (56) | La course finale de la région de Saitama. | 埼玉エリア最終決戦         | Saitama eria saishū kessen | 19 août 2005          |
| 18 (57) | Le dernier tour.                          | ラスト・ドライブ           | Rasuto doraibu             | 19 août 2005          |
| 19 (58) | Le pied divin et la main divine.          | ゴッドフットとゴッドアーム | Goddofutto to goddoāmu     | 14 octobre 2005       |
| 20 (59) | L'extrême GT-R.                           | 超絶GT-R!                  | Chōzetsu GT-R!             | 14 octobre 2005       |
| 21 (60) | Dogfight.                                 | ドッグファイト             | Doggufaito                 | 16 décembre 2005      |
| 22 (61) | La sorcellerie du braquage à une main.    | ワンハンドステアの魔術     | Wanhandosutea no majutsu   | 16 décembre 2005      |
| 23 (62) | La course sans fin.                       | エンドレスバトル           | Endoresubatoru             | 17 février 2006       |
| 24 (63) | Un challenge perpétuel .                  | 終わらない挑戦             | Owaranai chōsen            | 17 février 2006       |

## Initial D: Fifth Stage(2012–2013)
Cette saison se concentre toujours sur la campagne de la Project D et leurs nouveaux défis. Elle correspond au tome 32 et à la suite. Au fil de l'histoire, on en apprend un peu plus sur Ryosuke Takahashi puisqu'un rival de taille l'attend depuis qu'un événement tragique qui les implique tous les deux est arrivé.
| No      | Titre français                         | Titre japonais         | Titre japonais                 | Date de 1re diffusion |
| No      | Titre français                         | Kanji                  | Rōmaji                         | Date de 1re diffusion |
| ------- | -------------------------------------- | ---------------------- | ------------------------------ | --------------------- |
| 1 (64)  | Rencontre du destin.                   | 運命の出会い           | Unmeinodeai                    | 9 novembre 2012       |
| 2 (65)  | Un nouveau champ de bataille.          | 新たなる戦場           | Aratanaru senjō                | 9 novembre 2012       |
| 3 (66)  | Date limite !                          | デッド・ライン         | Deddo rain                     | 14 décembre 2012      |
| 4 (67)  | La vengeance de la bataille du destin. | 因縁のリベンジバトル   | In'nen no ribenjibatoru        | 14 décembre 2012      |
| 5 (68)  | La zone Fujiwara !                     | 藤原ゾーン             | Fujiwara zōn                   | 11 janvier 2013       |
| 6 (69)  | La fierté de Keisuke.                  | 啓介の意地             | Keisuke no iji                 | 11 janvier 2013       |
| 7 (70)  | L'état d'esprit du néant (Zero).       | 無（ゼロ）の心         | Mu (zero) no kokoro            | 8 février 2013        |
| 8 (71)  | Démon blanc.                           | 白い悪魔               | Shiroi akuma                   | 8 février 2013        |
| 9 (72)  | Le dieu de la mort.                    | 死神                   | Shinigami                      | 8 mars 2013           |
| 10 (73) | "Full Stop"                            | 終止符                 | Shūshifu                       | 8 mars 2013           |
| 11 (74) | "Full Stop, Continued..."              | 終止符。そして……       | Shūshifu. Soshite……            | 12 avril 2013         |
| 12 (75) | Frères.                                | ブラザーズ             | Burazāzu                       | 12 avril 2013         |
| 13 (76) | Bataille inattendue.                   | 想定外バトル           | Sōtei-gai batoru               | 10 mai 2013           |
| 14 (77) | Conclusion! Extrême Course de Montée ! | 決着！極限ヒルクライム | Ketchaku! Kyokugen hirukuraimu | 10 mai 2013           |

## Initial D: Final Stage(2014)
Dernière saison de la série, elle se déroule à la suite de la saison 5. Elle se focalise plus principalement sur la course entre Inui Shinji et Fujiwara Takumi, alors qu'ils possèdent la même voiture : une Toyota Sprinter Trueno GT-APEX AE86.
| No     | Titre français         | Titre japonais | Titre japonais | Date de 1re diffusion |
| No     | Titre français         | Kanji          | Rōmaji         | Date de 1re diffusion |
| ------ | ---------------------- | -------------- | -------------- | --------------------- |
| 1 (78) | Un talent inné.        | ナチュラル     | Nachuraru      | 16 mai 2014           |
| 2 (79) | L'ennemi le plus fort. | 最強の敵       | Saikyō no teki | 16 mai 2014           |
| 3 (80) | Un parfum de danger.   | 危険な匂い     | Kiken'na nioi  | 22 juin 2014          |
| 4 (81) | Rêve.                  | ドリーム       | Dorīmu         | 22 juin 2014          |